# 孫氏平田家
孫氏平田家（そんうじひらたけ）は琉球王国の士族の一つ。孫大成・平田親雲上嗣嵩を元祖とする琉球士族（首里士族）。筑登之筋目。

## 出自
孫姓。平田家の家譜によると、同家は第一尚氏王統の系統。太宗嗣嵩は1535年佐敷間切平田地頭職。尚思紹王、尚巴志王の末裔。尚思紹王の次男である平田大比屋で、佐敷間切平田の領主であったが、南山城攻撃で戦死し、尚巴志は弟平田大比屋の跡目に自分の長男である佐敷王子を継がせ、平田之子となった。平田之子は多年の功績から、尚巴志王からドンス衣を賜ったといわれる。その子が高荘平田、その息子が休林・平田親雲上で、その息子が平田親雲上嗣嵩と伝えられる。

## 系譜
- 尚巴志王
- 平田之子（元佐敷王子）
- 高荘平田
- 休林・平田親雲上
- 一世：孫大成・平田親雲上嗣嵩
- 二世：孫承思・平田親雲上嗣之
- 三世：孫順徳・平田親雲上嗣詮
- 四世：孫秉中・平田筑登之親雲上嗣方
- 五世：孫克謙・宮城親雲上嗣繁
- 六世：孫思知・並里親雲上嗣宜
- 七世：孫顕宗・並里筑親雲上嗣喜

```
 *弟（次男）：孫顕達・當眞筑登之親雲上嗣芳（孫思忠・當眞親雲上嗣叔=嗣繁の五男、稲福家の祖=へ養子）
 *弟（三男）：知明（出家）
 *弟（四男）：孫顕爵・上江洲親雲上嗣昌（孫思儀・宮城筑登之親雲上嗣森=嗣繁の四男、上江洲家の祖=へ養子）
```

　（娘思戸は呉氏新田親雲上宗高室。)
- 八世：孫昌弼・並里里之子嗣忠
- 九世：孫秀郎・平田子嗣庸
- 十世：孫克孝・平田筑登之嗣寧
- 十一世：孫維則・平田筑登之嗣武
- 十二世：孫興文・平田筑親雲上嗣伸

## フィクション
池上永一の小説「テンペスト」主人公の実家のモデルとなっている。